# 奎隆
|  |

奎隆（英語：Kollam，旧作；印地語：或者，中国古代称“故临”、“俱兰”）位于印度西南拉克代夫海海岸，现为印度喀拉拉邦奎隆縣城鎮和行政中心，南距邦首府特里凡得琅71公里。该城市以腰果加工和棕榈編織而闻名。也是旅游胜地。古代，这里是中国与阿拉伯地区之间交通的重要中转站。
宋代周去非在《岭外代答》称为故临国：“故臨國與大食國相邇，廣舶四十日到藍里住冬，次年再發舶，約一月始達。其國人黑色，身纒白布，鬚髮伸直，露頭撮髻，穿紅皮履，如畫羅漢腳踏者。好事弓箭，遇鬭戰敵時。以綵纈纒髻。國王身纒布，出入以布作軟兜，或乘象。國人好奉事佛。其國有大食國蕃客，寄居甚多。每洗浴畢，用鬱金塗身，欲象佛之金身也。監篦國遞年販象、牛，大食販馬，前來此國貨賣。國王事天尊牛，殺之償死。中國舶商欲往大食，必自故臨易小舟而往，雖以一月南風至之，然往返經二年矣。”
《宋史》作古林。
宋代赵汝适在《诸番志》称为故临国：“故临国自南毗舟行，顺风五日可到，泉舶四十余日到蓝里住冬，至次年再发，一月始达。土俗大率与南毗无异。土产椰子、苏木，酒用蜜糖和椰子花汁酝成。好事弓箭，战斗临敌以彩缬缠髻。交易用金银钱，以银钱十二准金钱之一。地暖无寒。每岁自三佛齐、监篦、吉陀等国发船，博易用货亦与南毗同。大食人多寓其国中。每浴毕，用郁金涂体，盖欲仿佛之金身。”
《元史》作俱蓝，呗喃，阁蓝
明代马欢在《瀛涯胜览》称为小葛兰国：“自锡兰国马头别罗里开船，往西北，好风行六昼夜，到小葛兰国。其国边海，东连大山，西是大海，国王、国人皆锁俚人氏，崇信佛教，尊敬象、牛，婚丧等事与锡兰国同。土产苏木，胡椒不多。其果菜之类皆有。牛羊颇异，羊青毛，脚高二三尺，黄牛有三四百斤者。人日食二餐，皆用苏油拌饭而食。而市使金钱，虽系小邦，王亦将方物差人进贡。”
《南州异物志》作歌营，《云麓漫钞》作嘉令麻辣。
《明史》稱小葛蘭於永樂五年遣使附古裡、蘇門答剌入貢；該地土地收穫不佳，依賴榜葛剌供應。鄭和曾經到達，入貢的貢品有珍珠傘、白棉布、胡椒。
《明史》另還記載大葛兰，「波涛湍悍，舟不可泊，故商人罕至。土黑坟，本宜谷麦，民懒事耕作，岁赖乌爹之米以足食。风俗、物产，多类小葛兰」。
《明实录》作小葛兰，《瀛崖胜览》，《星槎胜览》，《郑和航海图》作小葛兰，《顺风相送》作小俱南。

## 延伸阅读
- 陈佳荣，谢方，陆俊玲 《古代南海地名》 中华书局 1986年版244  页 古林条

[在维基数据编辑]
 《欽定古今圖書集成·方輿彙編·邊裔典·俱蘭部》，出自陈梦雷《古今圖書集成》
 《欽定古今圖書集成·方輿彙編·邊裔典·小葛蘭部》，出自陈梦雷《古今圖書集成》
 《明史卷三百二十六》，出自《明史》